# Summerton
Summerton est une ville du comté de Clarendon en Caroline du Sud, aux États-Unis.

## Démographie
| 1900 | 1910 | 1920 | 1930 | 1940 | 1950  |
| ---- | ---- | ---- | ---- | ---- | ----- |
| 236  | 678  | 957  | 812  | 958  | 1 419 |

| 1960  | 1970  | 1980  | 1990 | 2000  | 2010  |
| ----- | ----- | ----- | ---- | ----- | ----- |
| 1 504 | 1 305 | 1 173 | 975  | 1 061 | 1 000 |